# 比尤納維斯塔鎮區 (北達科他州鮑曼縣)
比尤納維斯塔鎮區（英語：Buena Vista Township）是位於美國北達科他州鮑曼縣的一個鎮區。

## 地方資料
比尤納維斯塔鎮區的面積為79.16平方千米，皆為陸地。根據2010年美國人口普查的數據，當地共有人口21人，而人口密度為每平方千米0.27人。